# Мунтяну, Андрея
Андре́я Эудже́ния Мунтя́ну (рум. Andreea Eugenia Munteanu; род. 29 мая 1998 года, Бустукин, Горж, Румыния) — румынская гимнастка, чемпионка Европы 2015 в упражнении на бревне, чемпионка Европы по спортивной гимнастике в командном первенстве (2014). В 2014 году также была в составе женской сборной, представлявшей Румынию на Чеипионате мира в Наннине и занявшей там 4-е место, позади США, Китая и России.